# Boehmeria
Boehmeria (ramisläktet)[källa behövs] är ett släkte av nässelväxter. Boehmeria ingår i familjen nässelväxter.
Släktet är uppkallat efter Georg Rudolph Boehmer. Arter är halvbuskar eller små träd samt utmärks, liksom övriga växter av samma familj (till exempel våra vanliga nässlor), genom basttågornas styrka och varaktighet. De textilfibrer, som vanligen kallas ramie, kinagräs eller rhea, erhålls av två Boehmeria-arter, eller enligt andras åsikt av två raser av samma art, Boehmeria nivea, av vilka den ena rasen, forma chinensis (de franska kolonisternas "ramie blanche"), odlas i Kina och den andra, forma indica (de franska kolonisternas "ramie verte"), odlas i Indien.
Ramiefibrerna är bekanta för sin mycket stora längd och betydliga styrka, varför de tåg, snören och vävnader, som tillverkas av dem, blir särdeles starka och varaktiga. Ramievävnader utmärker sig för sin finhet och glänsande vita färg; särskilt har underkläder av detta material varit mycket omtyckta till följd av sina många förträffliga egenskaper. I Sverige har dylika framställts i en särskilt därför inrättad fabrik i Karlskrona.

## Bildgalleri

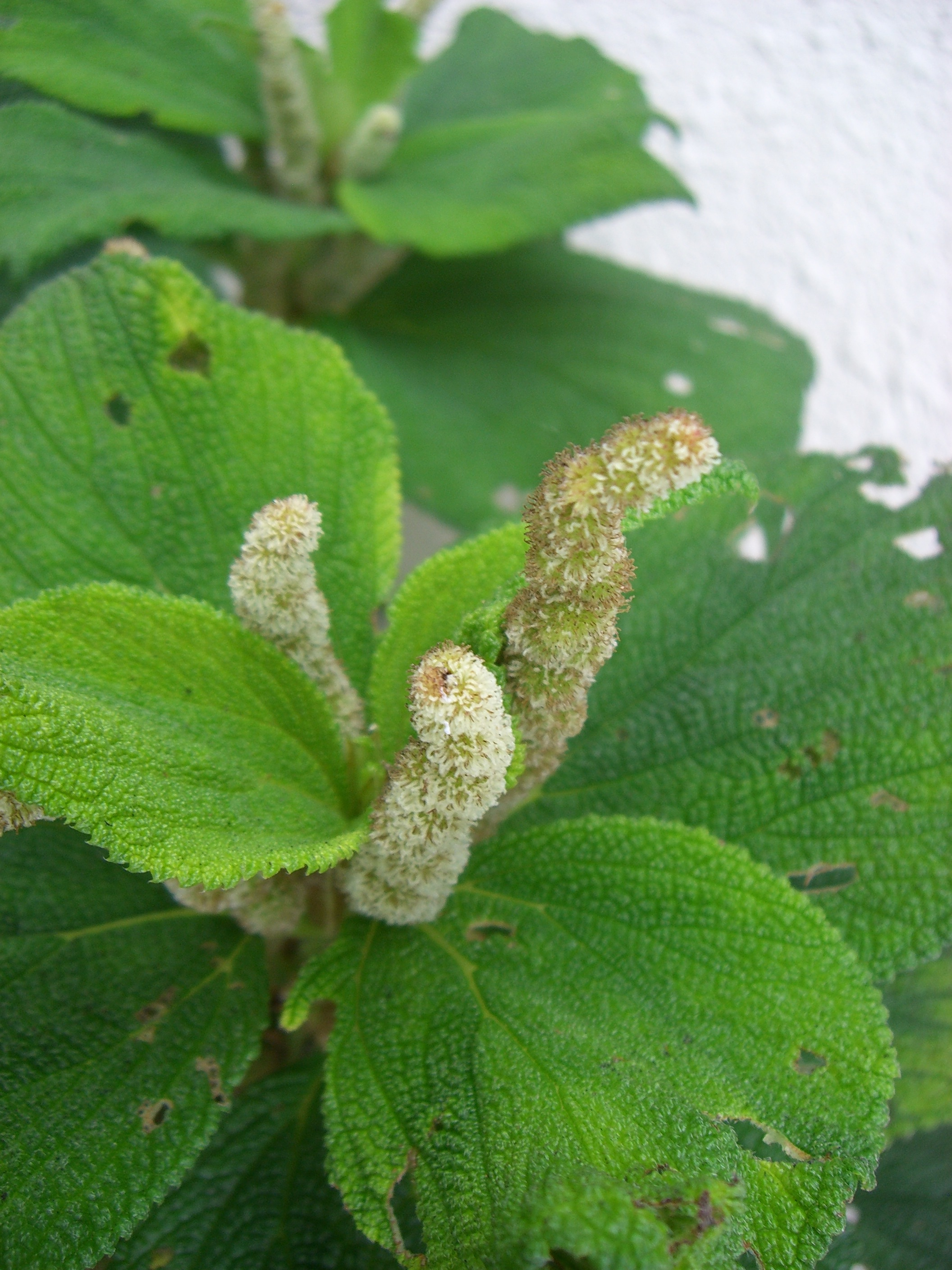
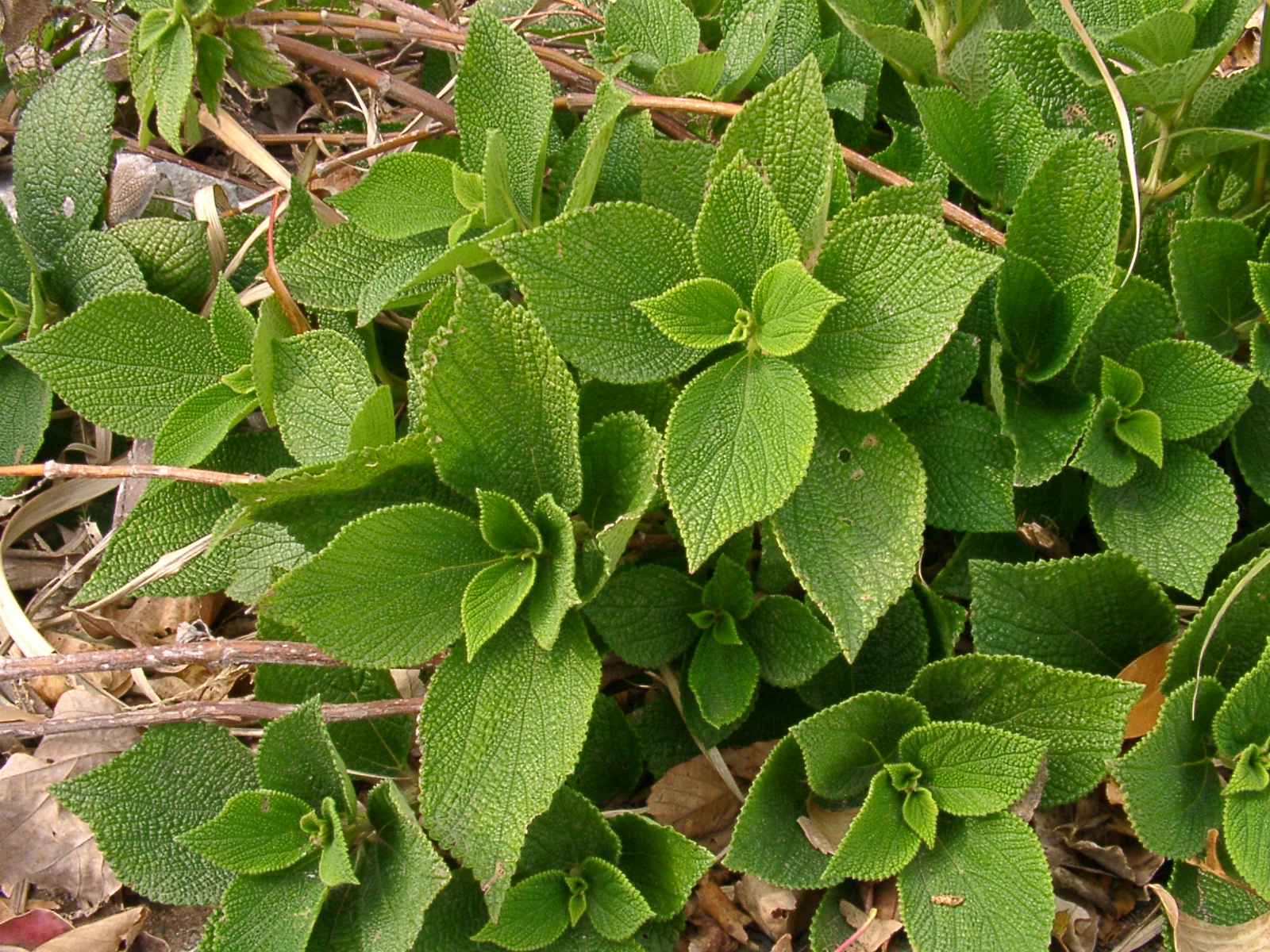
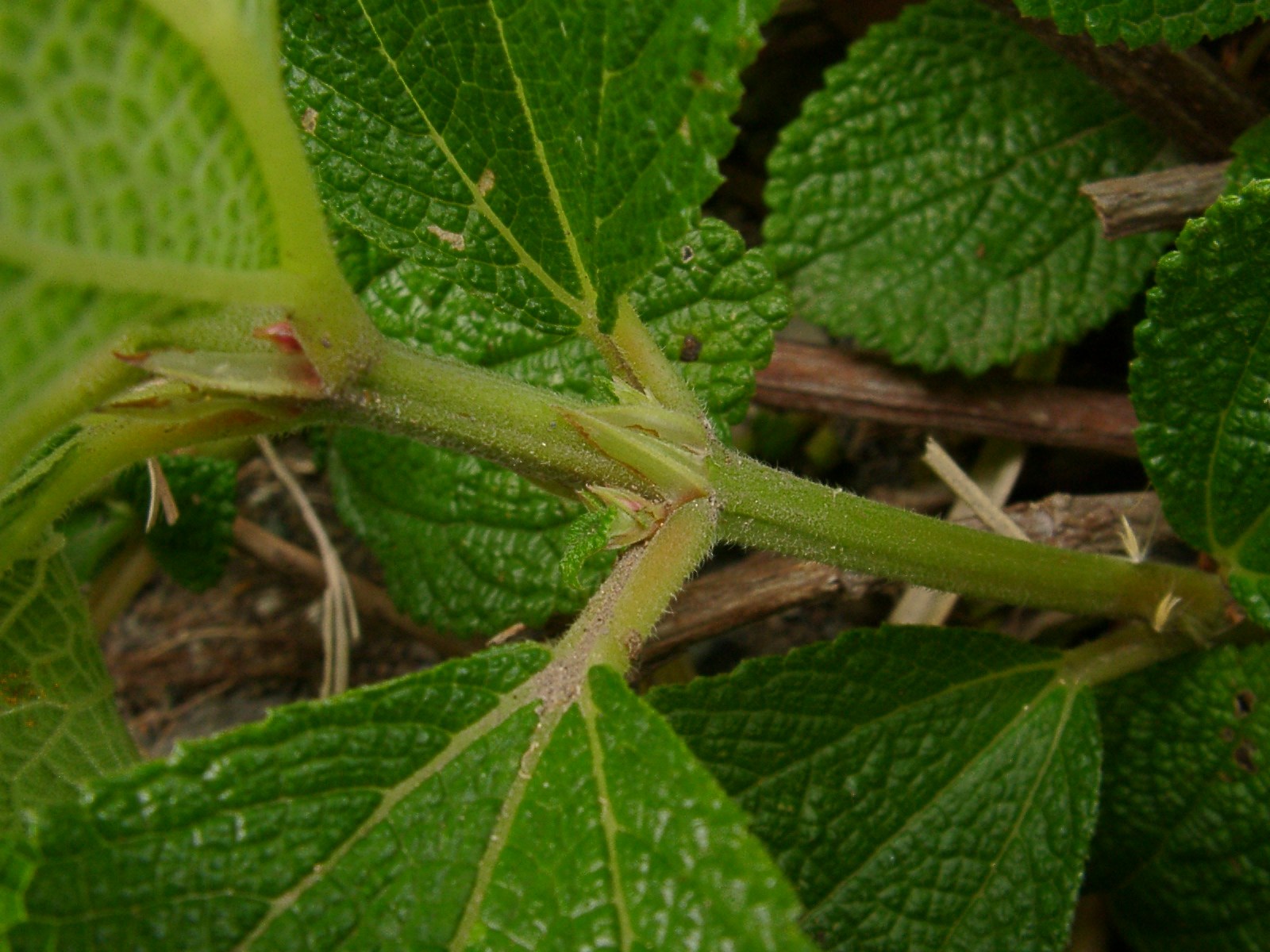
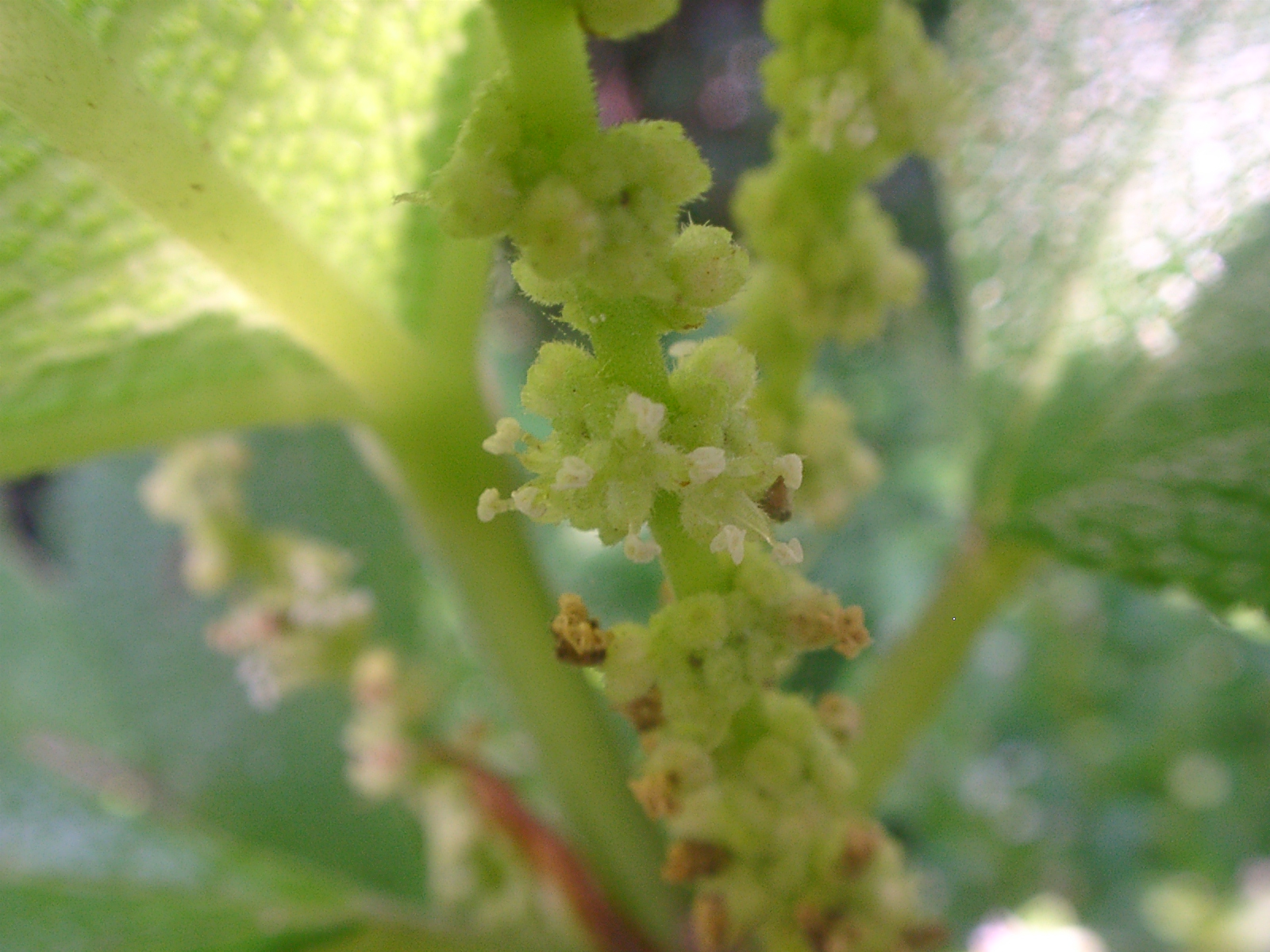
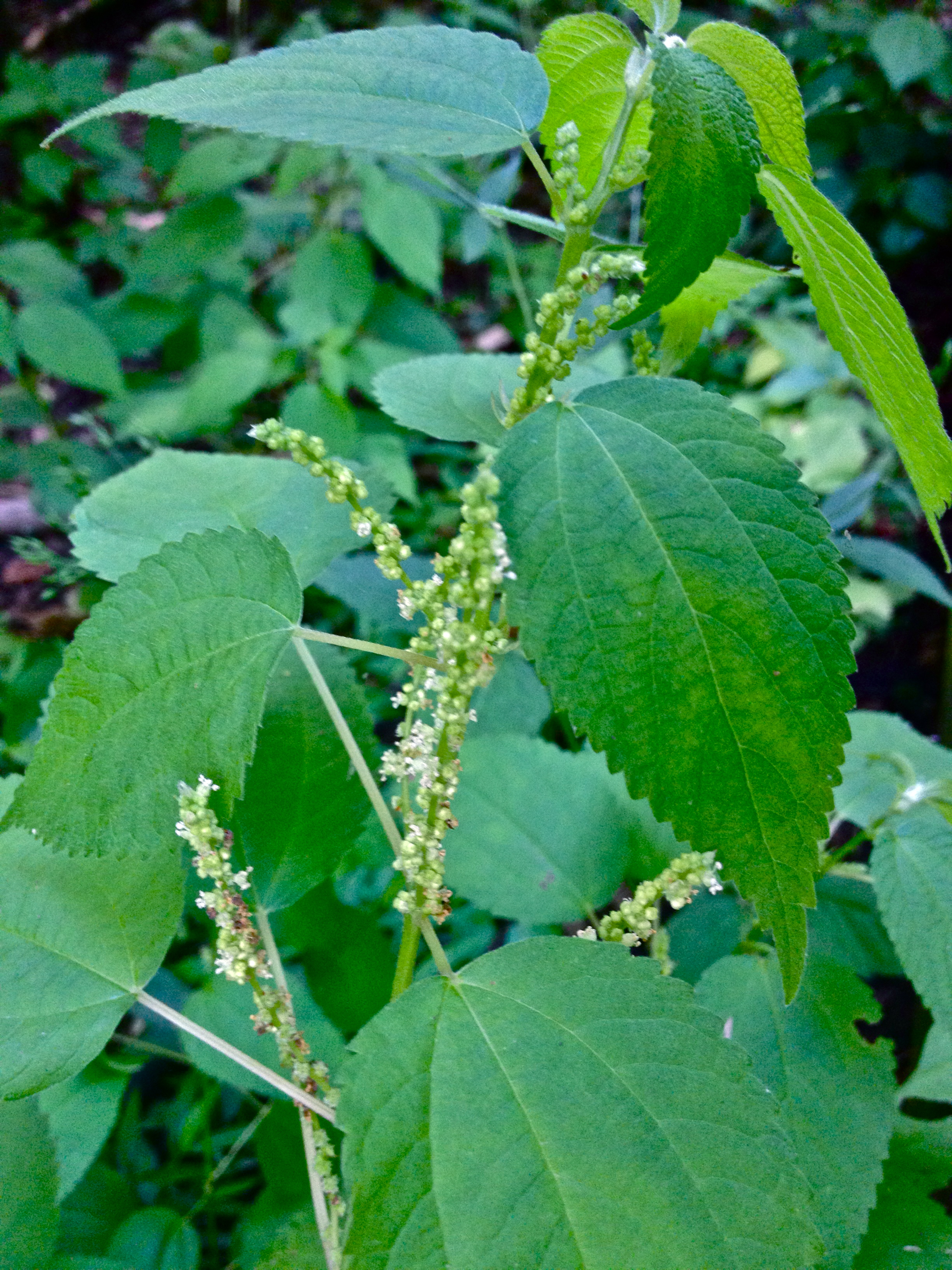
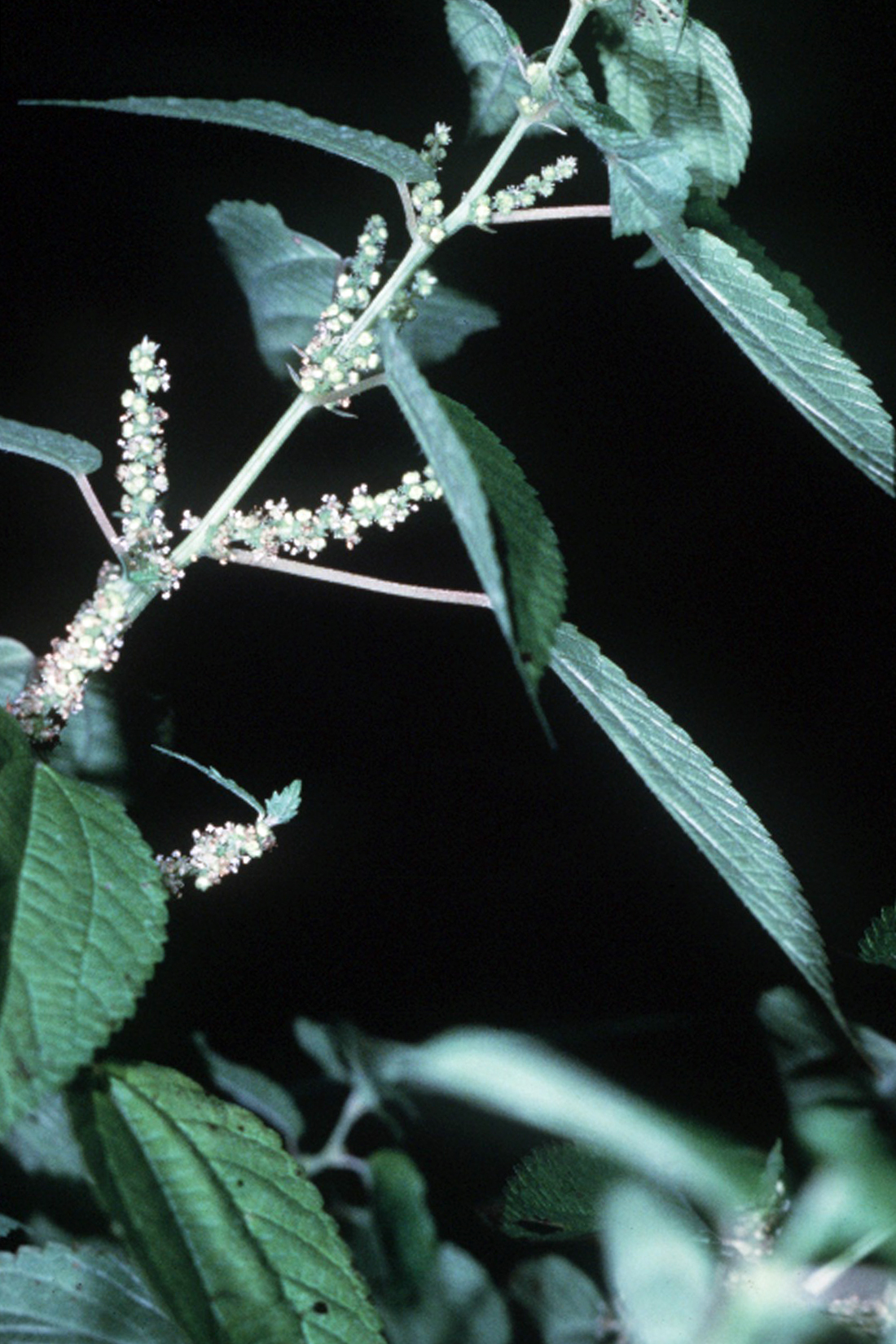

## Dottertaxa tillBoehmeria, i alfabetisk ordning[1]
- Boehmeria aspera
- Boehmeria balslevii
- Boehmeria beyeri
- Boehmeria brevirostris
- Boehmeria bullata
- Boehmeria burgeriana
- Boehmeria caudata
- Boehmeria celtidifolia
- Boehmeria clidemioides
- Boehmeria conica
- Boehmeria cylindrica
- Boehmeria densiflora
- Boehmeria depauperata
- Boehmeria didymogyne
- Boehmeria excelsa
- Boehmeria grandis
- Boehmeria hamiltoniana
- Boehmeria helferi
- Boehmeria heterophylla
- Boehmeria holosericea
- Boehmeria japonica
- Boehmeria kurzii
- Boehmeria lanceolata
- Boehmeria leptostachya
- Boehmeria listeri
- Boehmeria manipurensis
- Boehmeria multiflora
- Boehmeria nivea
- Boehmeria ourantha
- Boehmeria pavonii
- Boehmeria penduliflora
- Boehmeria pilosiuscula
- Boehmeria polystachya
- Boehmeria radiata
- Boehmeria ramiflora
- Boehmeria repens
- Boehmeria rugosissima
- Boehmeria siamensis
- Boehmeria sieboldiana
- Boehmeria splitgerbera
- Boehmeria subintegra
- Boehmeria ternifolia
- Boehmeria tsaratananensis
- Boehmeria ulmifolia
- Boehmeria virgata
- Boehmeria yaeyamensis
- Boehmeria zollingeriana